# Искра (1940)
Вижте пояснителната страница за други значения на Искра.
„Искра“ е нелегален вестник на Областния комитет на Югославската комунистическа партия за Македония, излизал от януари 1940 година. Вестникът е списван на македонски диалект. Използва за мото думите на Гоце Делчев „Свободата на Македония лежи във вътрешното въоръжено въстание. Който мисли другояче, той и себе си, и другите лъже“, но предадени на диалект: „Слободата на Македониа лежи во нотрешното вооружено востание. Кој мисли инаку, тој лажи себеси – лажи и другите“. Вестникът заявява като крайна цел на борбата „свободна македонска република“ и е на официалните позиции на ЮКП от това време, че „македонците не са нито сърби, нито българи, а само македонци“. „Спасението на Македония е в борбата за свобода“, която трябва да се води „в съюз с всички народи и потиснати в Югославия“, тоест Свободна македонска република означава република в рамките на Федеративна Югославия.